# Олимп (волейбольный клуб, Куйбышев)
«Оли́мп» — российский женский волейбольный клуб из города Куйбышева Новосибирской области.

## Достижения
- 1-е место в чемпионате России среди команд высшей лиги «Б» — 2014.
- 6-е место в чемпионате России среди команд высшей лиги «А» — 2016.

## История
Женская волейбольная команда «Олимп» (Новосибирская область) была создана в 2007 году. С сезона 2007/08 выступала в сибирско-дальневосточной зоне высшей лиги «Б». В чемпионате 2013/2014 «Олимп» уверенно занял 1-е место в финальном турнире высшей лиги «Б» и выиграл путёвку в высшую лигу «А».
Дебютный сезон во втором по значимости дивизионе российского женского волейбола сложился для «Олимпа» очень непросто. Первую победу команда из Новосибирской области одержала лишь в 14-м своём матче. Всего же в 32 проведённых поединках «Олимп» выиграл лишь 5 раз и замкнул турнирную таблицу первенства. И всё же в связи с недокомплектом команд в высшей лиге «А» куйбышевские волейболистки сохранили в ней свою прописку.
В 2019 году в связи с организационно-финансовыми трудностями руководство клуба приняло решение о понижении команды в классе. В новом сезоне 2019—2020 команда стартовала в высшей лиге «Б». 

## Результаты в чемпионатах России
| Сезон   | Лига                                  | Место |
| ------- | ------------------------------------- | ----- |
| 2007/08 | Высшая лига Б (Сибирь—Дальний Восток) | 4     |
| 2008/09 | Высшая лига Б (Сибирь—Дальний Восток) | 5     |
| 2009/10 | Высшая лига Б (Сибирь—Дальний Восток) | 4     |
| 2010/11 | Высшая лига Б (Сибирь—Дальний Восток) | 5     |
| 2011/12 | Высшая лига Б                         | 9     |
| 2012/13 | Высшая лига Б                         | 5     |
| 2013/14 | Высшая лига Б                         | 1     |
| 2014/15 | Высшая лига A                         | 9     |
| 2015/16 | Высшая лига A                         | 6     |
| 2016/17 | Высшая лига A                         | 8     |
| 2017/18 | Высшая лига А                         | 10    |
| 2018/19 | Высшая лига А                         | 10    |
| 2019/20 | Высшая лига Б (Сибирь)                | 4     |
| 2020/21 | Высшая лига Б                         | 6     |
| 2021/22 | Высшая лига Б                         | 6     |
| 2022/23 | Высшая лига Б                         | 4     |
| 2023/24 | Высшая лига Б                         | 7     |

## Волейбольный клуб «Олимп»
Директор клуба — Виктор Функ.

## Арена
Домашние матчи команда «Олимп» проводит в спорткомплексе «Олимп». Адрес в Куйбышеве: Партизанская улица, 2. Вместимость — 400 зрителей.

## Сезон 2024—2025

### Состав
| №  | Имя, фамилия             | Год рождения | Рост | Амплуа      |
| -- | ------------------------ | ------------ | ---- | ----------- |
| 3  | Елизавета Зубанова       | 2002         | 172  | нападающая  |
| 4  | Юлия Никулина            | 2005         | 176  | нападающая  |
| 5  | Алина Борчикова          | 2007         |      | нападающая  |
| 7  | Юлия Ахунзянова          | 2000         | 184  | центральная |
| 8  | Дарья Салова             | 2003         | 184  | нападающая  |
| 10 | Ксения Завгородняя       | 2006         | 180  | либеро      |
| 11 | Алина Мельникова         | 2002         | 177  | нападающая  |
| 14 | Полина Топорнина         | 2001         | 172  | связующая   |
| 15 | Диана Раевская           | 2005         | 190  | центральная |
| 16 | Дарья Ковалёва           | 2005         | 175  | связующая   |
| 17 | Дарья Ткачёва (Кокорева) | 1997         | 190  | нападающая  |
| 18 | Дарья Жилина             | 2004         | 172  | либеро      |
| 21 | Ольга Савченко           | 2003         | 174  | нападающая  |
| 24 | Тамара Свердлова         | 2005         | 186  | центральная |

- Главный тренер — Николай Симоненко.
- Старший тренер — Виталий Кузнецов.
- Тренер — Анна Мартюшова.